# Alceu de Freitas Wamosy
Alceu de Freitas Wamosy (Uruguaiana, 1895. február 14. - Santana do Livramento, 1923. szeptember 13.) magyar származású brazil újságíró és szimbolista költő.

## Élete
1917-ben megvásárolta az O Republicano című újságot, ahol haláláig maradt. Az egyik legszebb portugál nyelvű szonettet ("Duas Almas") tartalmazó Coroa de Sonhos című művének megjelenésének évében buzgón részt vett az 1923-as forradalomban, golyó által megsebesült és meghalt. 

## Művei
- Flâmulas, 1913
- Terra Virgem, 1914
- Coroa de Sonhos, 1923
- Poesias Completas, 1925
- Poesia Completa, 1994